# Sotto la pelle del lupo
Sotto la pelle del lupo (Bajo la piel de lobo) è un film del 2018 diretto da Samu Fuentes.

## Trama
La vicenda è ambientata nei Pirenei presumibilmente intorno agli anni trenta. Martinón abita da solo in una capanna delle montagne; vive delle sue capre e della vendita delle pelli degli animali da lui cacciati. Si tratta di un'esistenza trascorsa in condizioni estremamente primitive, ricca di pericoli e lontanissima dalla civiltà.
La sua vita da lupo solitario pare aver fine nel momento in cui a valle gli viene offerta in sposa la giovane Pascuala; il suo carattere potrebbe addolcirsi, ma il progetto del matrimonio non va a buon fine perché Martinón si renderà conto che, al momento dell'accordo, Pascuala era già incinta e malata. Dopo la morte di Pascuala e del bambino che portava in grembo, con i suoi modi burberi, Martinón vive il lutto con scatti di ira, fa presente al padre della sposa di essere stato truffato e pretende da lui un indennizzo.
Come risarcimento, gli viene offerta in sposa la sorella minore di Pascuala, Adela: Martinón accetta e riprende la sua vita insieme alla sua nuova moglie, che viene considerata alla stregua del bestiame. Come la sorella, anche lei è destinata a una gravidanza fallita, fatto questo percepito non senza dolore da parte del protagonista. Al più tardi nel momento in cui Adela cerca di avvelenarlo e di fuggire per sottrarsi al suo ruolo subalterno e al suo carattere tendenzialmente violento, egli comincia a prendere sufficientemente coscienza del mondo dei propri sentimenti e di quelli altrui. Tuttavia, nel frattempo è anche in grado di rendersi conto che oramai è troppo tardi per salvare il matrimonio: Martinón dovrà separarsi anche da Adela per poi piombare nella solitudine più triste riprendendo la sua vita di carattere selvaggio.

## Distribuzione
Il film è stato distribuito dalla piattaforma Netflix a partire dal 6 luglio 2018.

## Accoglienza
Sull'aggregatore di recensioni Rotten Tomatoes il film ottiene il 67% delle recensioni professionali positive, con un voto medio di 5,5 su 10 basato su 9 critiche.